# Zjednoczenie Przemysłu Kablowego
Zjednoczenie Przemysłu Kablowego, do 1978 Zjednoczenie Przemysłu Kabli i Sprzętu Elektrotechnicznego „Elkam” – organ zarządzania branżą w PRL w latach 1958-1982, z siedzibą w Warszawie (al. Szucha 3), przekształcony w Zrzeszenie Przedsiębiorstw Przemysłu Kablowego (1982-1989).

## Historia
Zjednoczenie wyodrębniło się w 1958 z Centralnego Zarządu Przemysłu Kablowego. Obejmowało ono około 35 zakładów, zatrudniających 23 tys. pracowników w branżach:
- kabli i przewodów,
- akumulatorów, ogniw i baterii,
- osprzętu instalacyjnego,
- opraw oświetleniowych,
- porcelany elektrotechnicznej.

23 stycznia 1969 zarządzeniem Ministra Przemysłu Maszynowego zatwierdzono skróconą nazwa Zjednoczenia – „Unikabel”. W latach 1970–1975 w ramach zjednoczenia funkcjonował Kombinat Przemysłu Kabli „Polkabel”, skupiający 11 zakładów produkujących kable i przewody elektryczne. W 1976 po reorganizacji część zakładów podporządkowano nowemu Ministerstwu Przemysłu Maszyn Ciężkich i Rolniczych, część pozostawiono w strukturach Ministerstwa Przemysłu Maszynowego. Wraz z rozdzieleniem zakładów nastąpiło rozwiązanie Kombinatu Przemysłu Kablowego „Polkabel”, a w następstwie także likwidacja na kilka lat Zjednoczenia Przemysłu Kabli i Sprzętu Elektrotechnicznego. 
Reaktywowanie Zjednoczenia Przemysłu Kablowego nastąpiło dopiero pod koniec 1978 roku. Początkowo wchodziło w jego skład 8 zakładów będących od 1976 w gestii Zjednoczenia Przemysłu Maszyn i Urządzeń Energetycznych „Megat”. W 1981 włączono do jego struktur Fabrykę Kabli Załom, Śląską Fabrykę Kabli i Fabrykę Przewodów Nawojowych w Legnicy – czasowo podporządkowanych Zjednoczeniu Przemysłu Maszyn i Aparatów Elektrycznych „Ema”. Dyrektorem Zjednoczenia Przemysłu Kablowego został Władysław Więckowski (uprzednio dyrektor Zjednoczenia Przemysłu Maszyn i Urządzeń Energetycznych „Megat”), zaś dyrektorem technicznym Marian Germata. 
Po likwidacji zjednoczenia w czerwcu 1982, 11 przedsiębiorstw przemysłu kablowego utworzyło dobrowolne Zrzeszenie Przedsiębiorstw Przemysłu Kablowego. W jego skład wchodziło też nowo utworzone Przedsiębiorstwo Techniczno-Usługowe Przemysłu Kablowego „Technokabel” w Warszawie, od 1984 Zakład Urządzeń Elektrycznych Zeltech w Łodzi, a od 1985 Spółdzielnia Inwalidów Texsim w Miliczu. Dyrektorem Zrzeszenia był do czasu jego likwidacji w 1989 roku Edward Malinowski. 

## Jednostki organizacyjne zjednoczenia
W 1981 w skład Zjednoczenia Przemysłu Kablowego wchodziły:
- Krakowska Fabryka Kabli w Krakowie – od 1999 zakład Kraków Tele-Fonika Kable S.A.,
- Bydgoska Fabryka Kabli im. gen. K. Świerczewskiego w Bydgoszczy – od 2002 zakład Bydgoszcz Tele-Fonika Kable S.A.,
- Fabryka Kabli im. M. Buczka w Ożarowie Mazowieckim – zlikwidowana w 2002,
- Fabryka Przewodów Energetycznych w Będzinie – istniejąca,
- Zakład Maszyn Kablowych w Krakowie – zlikwidowany w 1999,
- Biuro Sprzedaży Kabli i Przewodów „Centrokabel” w Bytomiu, od 2005 Tele-Fonika Kable Handel S.A.,
- Ośrodek Badawczo-Rozwojowy Energokabel w Ożarowie Mazowieckim – w 2000 przekształcony w spółki prywatne,
- Biuro Studiów i Projektów Biprokabel w Bydgoszczy – istniejące,
- Fabryka Kabli „Załom” w Szczecinie – zlikwidowana w 2014,
- Zakład Urządzeń Technologicznych w Człuchowie,
- Śląska Fabryka Kabli w Czechowicach-Dziedzicach – od 2005 nkt cables S.A.,
- Fabryka Przewodów Nawojowych w Legnicy – od 2000 Patelec Elpena Sp. z o.o.